# Mark DiSalle
Mark DiSalle ist ein US-amerikanischer Drehbuchautor, Regisseur, Produzent und Schauspieler. Zudem ist er Vorsitzender und Gründer der Firma AdmitOne Security. Zu seinen bekanntesten Spielfilmen gehören Bloodsport (1988) und Der Kickboxer (1989), in denen er auch selbst jeweils in einer Nebenrolle zu sehen ist.

## Biografie
Mark DiSalle begann seine Karriere als allgemeiner Buchhalter; schließlich gab er seinen Beruf auf, um die Beraterfirma DiSalle, Rosenblatt & Co. zu gründen, die sich in Fusion, Akquisition und Investment engagiert und wichtig für den Unterhaltungssektor ist. Danach war er Präsident der Concert Corporation of America und produzierte Live-Entertainment-Shows in Kalifornien, New York, Arizona, Oklahoma und Iowa mit bekannten Künstlern wie Bill Cosby, Stevie Wonder und Rod Stewart.
1985 zog DiSalle nach Los Angeles und begann Spielfilme für die Paramount-, MGM- und Cannon-Filmstudios zu produzieren. Bei einem Budget von insgesamt 25 Millionen US-Dollar beliefen sich die Einnahmen auf mehr als 500 Millionen US-Dollar. In seiner Los-Angeles-Zeit war er Produzent und/oder Regisseur von Filmen, welche die spätere Karriere von Jean-Claude Van Damme anstießen.
Im Jahre 1994 stand ein erneuter Umzug an, diesmal nach Seattle, wo Mark DiSalle an der Entstehung, Entwicklung und Finanzierung einiger Risikogeschäfte beteiligt war. Im November 2002 gründete er das Unternehmen BioNet Systems, welches die Vermögensrechte inklusive der Bio-Passwort-Technologie von Net Nanny Software International, Inc. erwarb. Im April 2004 verkaufte DiSalle die Company's Net Nanny Division an LookSmart und konzentrierte sich auf das Wachstum und die Entwicklung der Bio-Passwort-Technologie.
Mark DiSalle machte sein Abschlussexamen am City College of New York.

## Filmografie (Auswahl)

### Als Drehbuchautor
- 1989: Karate Tiger 3 – Der Kickboxer (Kickboxer)
- 1991: Kickboxer 2 – Der Champ kehrt zurück (Kickboxer 2: The Road Back)

### Als Regisseur
- 1989: Karate Tiger 3 – Der Kickboxer (Kickboxer)
- 1991: Eine perfekte Waffe (The Perfect Weapon)

### Als Produzent und Darsteller
- 1988: Bloodsport
- 1989: Karate Tiger 3 – Der Kickboxer (Kickboxer)
- 1990: Mit stählerner Faust (Death Warrant)
- 1991: Eine perfekte Waffe (The Perfect Weapon)
- 1993: Geballte Fäuste (Street Knight)
- 2014: One Square Mile (nur Produzent)
- 2016: Mother’s Day – Liebe ist kein Kinderspiel (Mother’s Day, nur Produzent)